# Euronews
 (транскр.  Јуроњуз) је паневропско медијско предузеће са седиштем у Лиону. Приказује вести и дешавања у Европи и свету 24 часа дневно. Путем сателита је обезбеђен пријем у северној Африци, Северној Америци, Блиском и Далеком истоку, као и у југоисточној Азији.
Euronews је изабран од стране Европске уније за званични сервис за вести у Европи. Језична покривеност Европе путем Euronews износи 83% становништва. Канал добија 5.000.000 евра сваке године и 10 процената њиховог програма мора бити о Европској унији. Телеком Србија је 3. јуна 2021. покренуо Euronews у Србији, а потом 15. априла 2025. и у Босни и Херцеговини.

## Историја
Препознатљив визуелни стил Euronewa чине једноставан лого, део програма који се зове Без коментара (No Comment) и на програму за вести не виде се водитељи. Многи сматрају да је овакав приступ одговор на америчке ТВ компаније за вести као што је Fox News и CNN који користе специјалне ефекте, ослањају се на ТВ коментаторе и коментаришу вести.
Посебна специфичност овог канала је симултано емитовање на више језика: енглески, француски, немачки, руски, шпански, италијански и португалски. Гледаоци путем телекоманде могу да изаберу или промене језик.
Компанија Јуроњуз је основана од 20 јавних сервиса Европе и северне Африке: Чешке (CT), Кипра (CyBC), Алжира (ENTV), Грчке (NERIT), Туниса (ERTT), Египта (ERTV), Француске (francetelevisions), Укајине (NTU), Малте (PBS), Италије (RAI), Белгије (RTBF), Ирске (RTE), Португалије (RTP), Русије (RTR), Шпаније (RTVE), Словеније (RTVSLO), Швајцарске (SSR), Монака (TMC), Румуније (TVR) и Финске (YLE).
Концепт емисија које доприносе томе се састоји од:
- Кратких вести (News Brief)- кратке свакодневне вести из Европе: news bulletin, Europa, Economia.
- Емисија о перспективама вести (News Perspective)- циља ширем информисању, путем којег би се актуелни европски догађаји могли лакше разумети:
- Емисија у дубини (In Depth) - има за циљ истраживање перспектива које има Европски грађанин:
- Емисија уживо (Live) - директан пренос јавних дебата и догађаја који доминирају Европским институцијама.